# Dichagyris jacobsoni
Dichagyris jacobsoni är en fjärilsart som beskrevs av Igor Kozhanchikov 1930. Dichagyris jacobsoni ingår i släktet Dichagyris och familjen nattflyn. Inga underarter finns listade i Catalogue of Life.